# Renato Câmara
Renato Pieretti Câmara (Ivinhema, 7 de setembro de 1972) é engenheiro agrônomo e político brasileiro. Atualmente é Deputado estadual do Mato Grosso do Sul.
Filho de Nelito Câmara, que foi prefeito de Ivinhema entre 1989 e 1992 e deputado estadual entre 1995 a 2002, formou-se em  Engenharia Agrônomo na Universidade Federal de Mato Grosso do Sul em 1994.
Foi eleito prefeito de Ivinhema em 2004 e reeleito em 2008. Em 2014 foi eleito deputado estadual pelo PMDB.